# 舍努瓦
舍努瓦（法語：Chenois，法語發音：[ʃənwa]）是法国摩泽尔省的一个市镇，属于萨尔堡-萨兰堡区。

## 地理
舍努瓦（48°57'33"N, 6°29'51"E）面积3.62 平方千米，位于法国大東部大區摩泽尔省，该省份为法国东北部内陆省份，是洛林的一部分，西南接默尔特-摩泽尔省，东临下莱茵省，北与卢森堡和德国接壤。
与舍努瓦接壤的市镇（或旧市镇、城区）包括：博德勒库尔、莱斯、吕西、瓦蒂蒙。

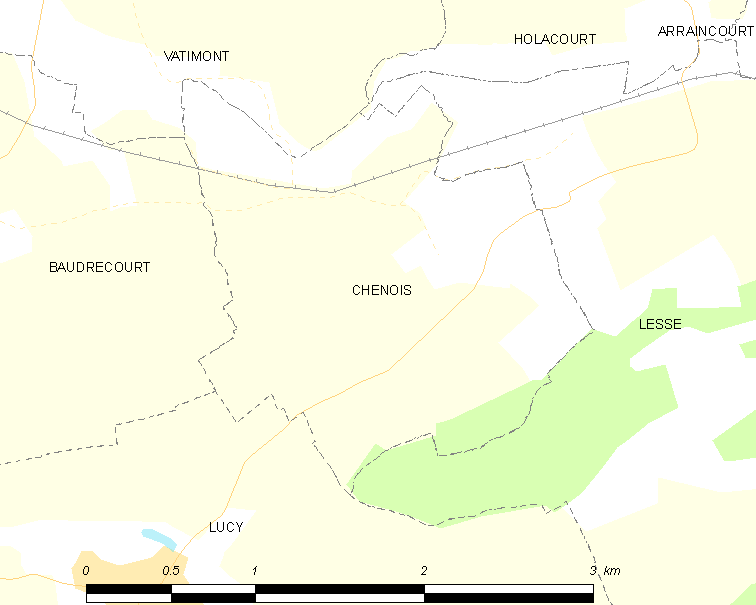
舍努瓦的OSM定位图

舍努瓦的时区为UTC+01:00、UTC+02:00（夏令时）。

## 行政
舍努瓦的邮政编码为57580，INSEE市镇编码为57138。

## 政治
舍努瓦所属的省级选区为索努瓦县。

## 人口

1962-2008年间舍努瓦人口变化图示

舍努瓦于2022年1月1日时的人口数量为80人。